# Olympische Sommerspiele 2000/Kanu – Zweier-Canadier 500 m (Männer)
Die Wettkämpfe im Zweier-Canadier über 500 Meter bei den Olympischen Sommerspielen 2000 wurden vom 27. September bis 1. Oktober 2000 auf der Strecke im Sydney International Regatta Centre ausgetragen.

## Ergebnisse

### Vorläufe
Bei den drei Vorläufen am 27. September erreichten die ersten drei Boote der jeweiligen Läufe das Finale. Die restlichen Boote zogen ins Halbfinale ein.

#### Vorlauf 1
| Rang | Athleten                             | Nation      | Zeit         |
| ---- | ------------------------------------ | ----------- | ------------ |
| 1    | Daniel Jędraszko Paweł Baraszkiewicz | Polen       | 1:41,511 min |
| 2    | Serhij Klymnjuk Dmytro Sabin         | Ukraine     | 1:42,903 min |
| 3    | Christian Gille Thomas Zereske       | Deutschland | 1:43,233 min |
| 4    | Petr Procházka Jan Břečka            | Tschechien  | 1:44,175 min |
| 5    | José Alfredo Bea David Mascató       | Spanien     | 1:44,973 min |
| 6    | Nikica Ljubek Dražen Funtak          | Kroatien    | 1:45,567 min |
| 7    | Ramón Ferrer Antonio Romero          | Mexiko      | 1:45,927 min |
| 8    | Attila Buday Tamas Buday jr.         | Kanada      | 1:46,557 min |

#### Vorlauf 2
| Rang | Athleten                                  | Nation         | Zeit         |
| ---- | ----------------------------------------- | -------------- | ------------ |
| 1    | Mitică Pricop Florin Popescu              | Rumänien       | 1:41,904 min |
| 2    | Ibrahim Rojas Leobaldo Pereira            | Kuba           | 1:42,180 min |
| 3    | Ferenc Novák Imre Pulai                   | Ungarn         | 1:42,816 min |
| 4    | Schomart Satubaldin Konstantin Negodjajew | Kasachstan     | 1:45,810 min |
| 5    | Andrew Train Stephen Train                | Großbritannien | 1:46,986 min |
| 6    | Alexander Kowaljow Alexander Kostoglod    | Russland       | 1:47,682 min |
| 7    | Ján Kubica Mário Ostrčil                  | Slowakei       | 1:47,934 min |

### Halbfinale
Die  drei schnellsten Boote der Halbfinals erreichten den Endlauf.
| Rang | Athleten                                  | Nation         | Zeit         |
| ---- | ----------------------------------------- | -------------- | ------------ |
| 1    | Alexander Kowaljow Alexander Kostoglod    | Russland       | 1:44,981 min |
| 2    | José Alfredo Bea David Mascató            | Spanien        | 1:45,677 min |
| 3    | Schomart Satubaldin Konstantin Negodjajew | Kasachstan     | 1:45,809 min |
| 4    | Petr Procházka Jan Břečka                 | Tschechien     | 1:46,013 min |
| 5    | Ramón Ferrer Antonio Romero               | Mexiko         | 1:46,811 min |
| 6    | Nikica Ljubek Dražen Funtak               | Kroatien       | 1:46,955 min |
| 7    | Attila Buday Tamas Buday jr.              | Kanada         | 1:47,525 min |
| 8    | Ján Kubica Mário Ostrčil                  | Slowakei       | 1:48,749 min |
| 9    | Andrew Train Stephen Train                | Großbritannien | 1:49,931 min |

### Finale
| Rang | Athleten                                  | Nation      | Zeit         |
| ---- | ----------------------------------------- | ----------- | ------------ |
| 1    | Ferenc Novák Imre Pulai                   | Ungarn      | 1:51,284 min |
| 2    | Daniel Jędraszko Paweł Baraszkiewicz      | Polen       | 1:51,536 min |
| 3    | Mitică Pricop Florin Popescu              | Rumänien    | 1:54,260 min |
| 4    | José Alfredo Bea David Mascató            | Spanien     | 1:56,600 min |
| 5    | Christian Gille Thomas Zereske            | Deutschland | 1:59,294 min |
| 6    | Alexander Kowaljow Alexander Kostoglod    | Russland    | 2:00,134 min |
| 7    | Schomart Satubaldin Konstantin Negodjajew | Kasachstan  | 2:01,436 min |
| 8    | Serhij Klymnjuk Dmytro Sabin              | Ukraine     | 2:02,612 min |
| 9    | Ibrahim Rojas Leobaldo Pereira            | Kuba        | 2:17,126 min |